# Fausto Curiel Gutiérrez
Fausto Curiel Gutiérrez (Villegas, Castella la Vella, 1871 - Montserrat, Monistrol de Montserrat, Bages, 1917) va ser un bibliotecari, historiador i monjo de Montserrat.
Curiel va prendre l'hàbit de monjo el 1888 i, més endavant, fou ordenat sacerdot el 1895. Va ser destinat a Manila, on va patir els efectes de la guerra civil. Després, es va traslladar a les missions benedictines de Nova Núrsia (Austràlia), el 1901 va iniciar el catàleg de la Biblioteca de Montserrat, quan encara no era bibliotecari. El 1905 retornat definitivament a Montserrat, es va convertir en bibliotecari, càrrec que va ocupar fins a la seva mort, el 1917, amb poques interrupcions. Entre 1905 i 1917 va redactar un dietari, a través del qual es pot tenir notícia sobre la compra, intercanvi i donació de llibres. Va publicar treballs històrics a la “Revista Montserratina”, i edicions de mestres d'espiritualitat, com García de Cisneros i Alvarado. Es va dedicar sobretot a la història eclesiàstica, i molt especialment a la història de la Congregació de Valladolid.